# 東梁州
东梁州，中国古代的州。
- 漢趙嘉平年間（311-315年）由西晉梁州新附之地設置的州，其領郡及治所皆不詳。
- 北魏正始二年（505年）在西城县边界设置，故址在今安康市西部。北魏孝昌三年（527年）迁置直城。治所在安康县（今陕西石泉县东南池河入汉水口之北）。辖境约当今陕西省石泉县。南梁萧詧改为直州。
- 南梁承圣元年（552年）改南梁州置东梁州，治所在西城县（今陕西安康市西北汉江北岸）。辖境相当今陕西省安康市至洋县一带。辖区约为今汉阴县地，石泉县、紫阳县北部及宁陕县东南部。西魏废帝元年（552年）迁治西城县，故址即今安康市老城。西魏废帝三年（554年）改名金州。
- 唐高祖武德二年（619年）以宋州的考城县设梁州，设梁州总管府，同年被王世充占领。武德四年（621年）唐朝收复，改置东梁州，隶属于宋州总管府，治考城（今河南省兰考县）。武德五年废除东梁州，考城县属曹州。